# Ebonit

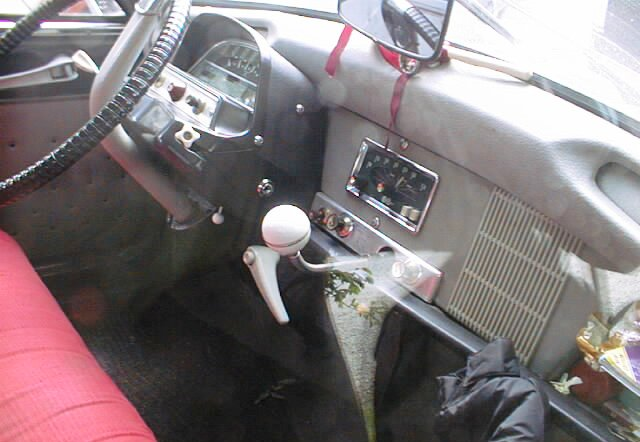
Deska rozdzielcza Citroëna Ami 6 wykonana z ebonitu

Ebonit (guma twarda, nazwa z gr. ebonos – heban) – tworzywo sztuczne otrzymywane w wyniku wulkanizacji naturalnego lub sztucznego kauczuku; gęstość 1,1–1,3 g/cm3. Należy do tworzyw kauczukowych z grupy duromerów.

## Historia

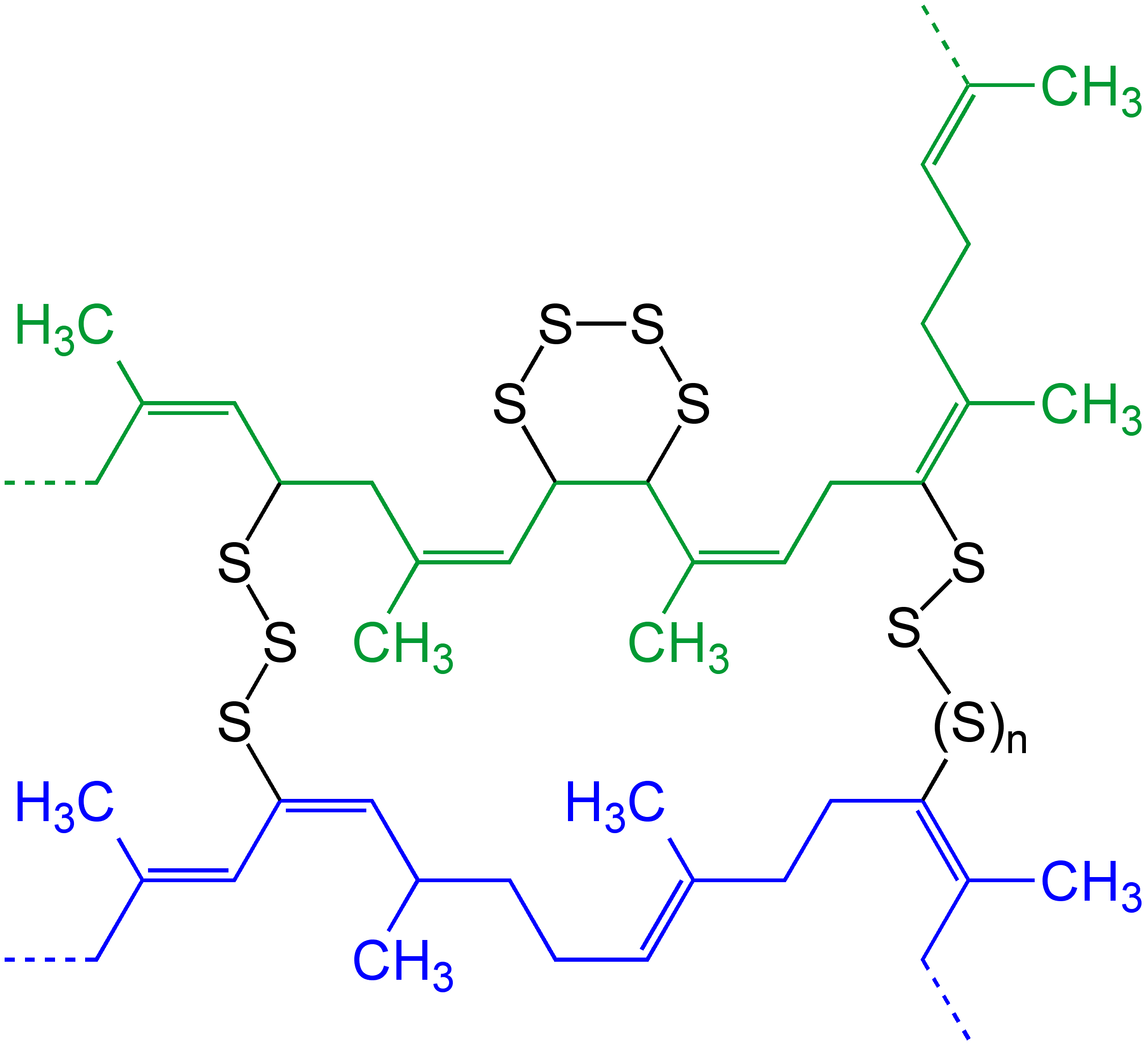
Fragment struktury ebonitu z uwidocznieniem dwóch łańcuchów poliizoprenowych oraz mostków siarczkowych o różnej długości

Ebonit został opatentowany w 1851 roku przez Nelsona Goodyeara, na podstawie technologii wulkanizacji gumy opracowanej w 1839 roku przez Charlesa Goodyeara (identyczny proces opracował w 1843 roku Thomas Hancock). Dawniej był bardzo ceniony jako tworzywo galanteryjne, obecnie zastępują go inne tworzywa sztuczne.

## Właściwości
Ważniejsze właściwości ebonitu:

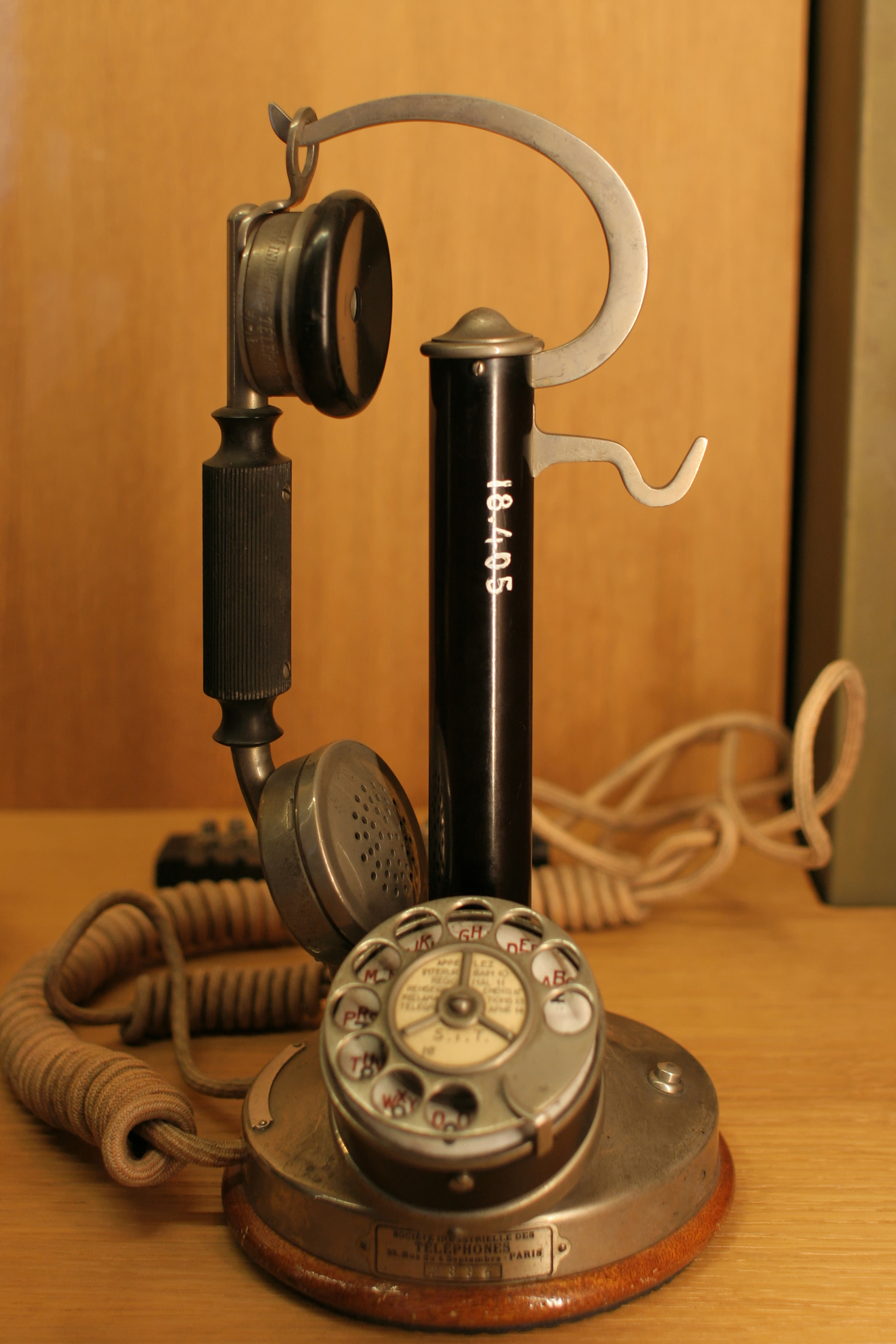
Telefon z obudową częściowo wykonaną z ebonitu

- zawiera 25–30% siarki, jest twardszy i bardziej odporny na ścieranie, ale za to bardziej kruchy, niż guma, która zawiera do 3% siarki
- barwa od ciemnobrązowej do czarnej
- łatwo można go obrabiać mechanicznie
- dobry izolator ciepła
- nie przewodzi prądu elektrycznego
- odporny na działanie czynników chemicznych.

## Zastosowanie
Ebonit stosuje się do wyrobu produktów:
- skrzynek akumulatorowych
- wykładzin ochronnych i antykorozyjnych
- ustników fajek
- drobnego sprzętu elektrotechnicznego i części aparatury chemicznej
- elementów izolacyjnych w przemyśle elektrotechnicznym, chemicznym i w radiotechnice
- tanich instrumentów muzycznych (z grupy dętych drewnianych, np. obój, rożek angielski)
- rękojeści np. noży
- ustników do instrumentów dętych drewnianych – saksofon, klarnet
- korpusów piór wiecznych
- wyrobu biżuterii (między innymi kolczyki i bransoletki).